# Études latines
Les Études latines (1900) de Reynaldo Hahn sont un recueil de dix mélodies qui valurent à leur auteur un succès rapide, par leur irrésistible séduction.

## Structure
Voici les dix mélodies réunies dans ce recueil :
1. Lydie (ténor solo & chœur)
2. Néère
3. Salinum
4. Thaliarque (chœur)
5. Lydé
6. Vile potabis
7. Tyndaris
8. Pholoé
9. À Phidylé (basse solo & chœur) (piano à quatre mains)
10. Phyllis

Hahn a réuni ici dix poèmes du même poète, Leconte de Lisle : une unité certaine est présente par ce choix. D’autre part, Reynaldo Hahn choisit aussi d’emprunter le titre d’Études latines au groupement de poèmes dont il les a extraits. Ce recueil de poèmes fait partie des Poèmes antiques, publié en 1852 par Leconte de Lisle, brillant helléniste qui publie en 1873 une traduction des œuvres du poète latin Horace qui sont les sources mêmes des pièces des Études latines.

## Les pièces pour chœur
Au-delà de cette cohérence poétique, ce cycle comporte, musicalement, une singularité : trois pièces sont composées pour solo et chœur :
- La n° 1, Lydie pour ténor solo et chœur ;
- La n° 4, Thaliarque pour chœur à 2 voix et soli ;
- La n° 9, À Phidylé pour solo de basse et chœur.

Ces trois pièces sont réparties de façon équilibrée, en première, quatrième et neuvième positions sur les dix numéros qui composent ce recueil. Cela organise harmonieusement l’ensemble du recueil. Ce cycle de mélodies, par la présence de pièces faisant appel à un chœur, nous rappelle celui des Rondels. La dernière mélodie, Phyllis, par son allure d’une marche implacable, sans fin, toujours progressant vers le haut, chante les amours enfin atteintes en fin d’une vie remplie d’une longue attente :
C’est toi qui fleuriras en mes derniers beaux jours :
Je ne changerai plus, voici la saison mûre.
Chante ! les vers sont doux quand ta voix les murmure,
O belle fin de mes amours !
On peut y voir une généreuse conclusion poétique, et musicale, dans ce long cycle où les divers états d’âme amoureux sont subtilement traversés. C’est aussi chronologiquement la dernière à avoir été composée (en 1900).

## Ambitus de ces pièces
L’ambitus vocal pour l’ensemble des mélodies pour soliste s’étend du si  1 (Lydé et Phyllis) au sol 3 (Lydie) : elles s’adresseraient donc à une voix de ténor ou de soprano. En vérité, l’ensemble des mélodies fait appel à divers types de voix : pour baryton ou mezzo-soprano (Néère et Lydé par exemple), ténor et soprano (dans Tyndaris). La présence même de pièces pour soli avec chœurs démontre que la variété est attendue pour son exécution intégrale. On pourrait même se demander si tout ce recueil ne pourrait pas être interprété dans son intégralité par l’un des membres de ce chœur, ou bien que chacun des solistes sollicités pour ces mélodies ne se joigne aux autres afin d’exécuter les trois pièces écrites avec chœur.